# Tom Holland (ator)
Thomas Stanley "Tom" Holland (Kingston upon Thames, 1 de junho de 1996) é um ator, diretor e dublador britânico. Ganhou destaque no cinema no papel de Lucas Bennett no filme O Impossível (2012) e teve reconhecimento internacional ao interpretar Peter Parker / Homem-Aranha nos filmes do Universo Cinematográfico Marvel. Ele é considerado um dos grandes atores de sua geração, tendo sido premiado em 2017 com o BAFTA de Melhor Ator em Ascensão, além de três Saturn Awards.
Holland iniciou sua carreira em 2008 após dois anos de treinamento, para ser dançarino no Billy Elliot, The Musical, nos palcos do Victoria Palace Theatre em West End, Londres. Ele garantiu o papel-título do musical até 2010. No filme O Impossível de 2012, contracenou ao lado de Ewan McGregor e Naomi Watts, ganhando elogios da crítica especializada. Depois disso, Holland decidiu seguir carreira de ator em tempo integral, aparecendo em How I Live Now (2013) e interpretando figuras históricas no filme In the Heart of the Sea (2015) e na minissérie Wolf Hall (2015).
Holland interpretou o Homem-Aranha em seis filmes de super-heróis do Universo Cinematográfico Marvel (MCU), começando com Captain America: Civil War (2016). Ele se tornou o ator mais jovem a desempenhar um papel-título em um filme MCU em Spider-Man: Homecoming (2017) e as sequências Far From Home (2019) e No Way Home (2021), arrecadaram cada uma mais de US$ 1 bilhão em todo o mundo, e este último se tornou o filme de maior bilheteria do ano. Ele interpretou Nathan Drake no filme de ação Uncharted (2022) e também expandiu para desempenhar papéis em dramas policiais, tais como The Devil All the Time (2020) e Cherry (2021). Holland também dirigiu o curta-metragem Tweet (2015) e fez dublagens para o filme Dolittle (2020), e para as animações Spies in Disguise (2019) e Onward (2020).
Ele é o protagonista da minissérie The Crowded Room (2023) e, após um ano sabático, estrelou a peça Romeu e Julieta no West End em 2024. Holland será o personagem principal no novo filme de Christopher Nolan, que tem estreia prevista para 2026, e retornará ao papel do Homem-Aranha na sequência do herói e no filme Avengers: Doomsday.
Em 2024 criou a marca de cerveja com baixo teor alcoólico, BERO, motivado por sua sobriedade e abstemia. Foi revelado no mesmo ano que Holland, seu irmão Harry e o roteirista Will South lançaram a produtora Billy17, tendo um contrato de produção com a Sony Pictures com três filmes já em desenvolvimento.

## Biografia
Thomas Stanley Holland nasceu em 1 de junho de 1996 em Kingston upon Thames, no sudoeste de Londres, filho da fotógrafa Nicola (nascida Frost) e Dominic Holland, um comediante e autor. Ele tem três irmãos mais novos. Sua avó paterna era de Tipperary, Irlanda. Holland vive em Kingston upon Thames, perto da casa de seus pais e irmãos mais novos. Como seus pais têm profissões criativas, muitas vezes ele se inspira nelas; ele considera seu pai um modelo que trabalhou não oficialmente como seu gerente devido à sua experiência na indústria.
Holland foi educado em Donhead, uma escola preparatória católica para homens em Wimbledon, no sudoeste de Londres. Quando ele tinha sete anos, ele foi diagnosticado com dislexia. Seus pais enviaram ele e seus irmãos (para evitar que eles se sentissem negligenciados) para uma escola particular para que ele pudesse receber a atenção necessária. Embora Holland gostasse da nova escola, isso começou a afetar negativamente a situação financeira de sua família. Holland frequentou o Wimbledon College, uma escola abrangente jesuíta auxiliada por voluntários, até 2012, seguido pelo BRIT School for Performing Arts and Technology em Croydon.
Ao crescer, Holland considerou várias opções de carreira. Quando criança, ele era fã das músicas de Janet Jackson e muitas vezes dançava com elas. Sua mãe, impressionada com isso, o inscreveu para uma aula de dança, que foi anunciada na escola particular que Holland estava visitando na época. Na adolescência, Holland frequentou brevemente a escola de carpintaria em Cardiff, País de Gales. Em um ponto, ele considerou se tornar um professor de escola primária, pois gosta de estar perto de crianças.

## Carreira

### 2006—2013: Início, destaque emBilly Elliote estreia no cinema

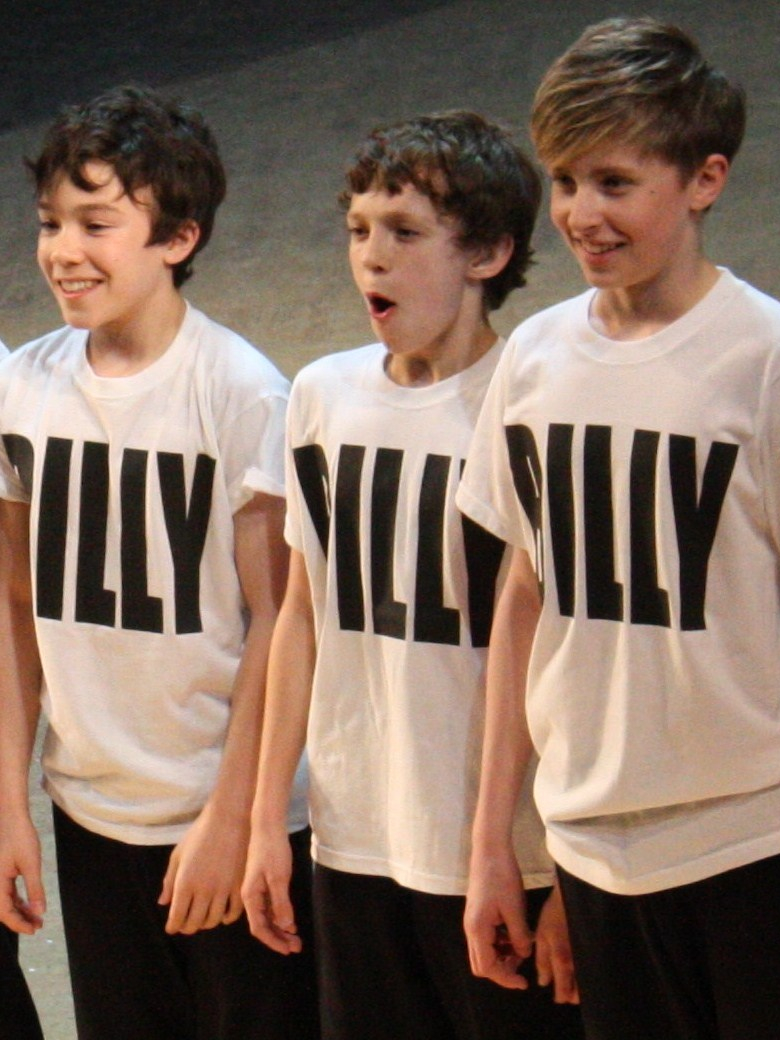
Holland (centro) atuando durante o quinto aniversário do espetáculo Billy Elliot the Musical (31 de março de 2010)

Tom começou a dançar em aulas de hip-hop na Nifty Feet Dance School em Wimbledon. A coreógrafa Lynne Page, que conhecia o coreógrafo Peter Darling (responsável pela coreografia do filme Billy Elliot e do musical Billy Elliot the Musical), reparou no seu potencial num festival de dança em Richmond, onde Tom atuou com a sua escola.
Após oito audições e dois anos de formação, Holland estreou-se no musical Billy Elliot the Musical em 2008 no papel de Michael, o melhor amigo de Billy. Em setembro desse ano, estreou-se no papel principal com críticas positivas. Em 8 de março de 2010, para assinalar o quinto aniversário do musical, os quatro atores que na altura desempenhavam o papel de Billy Elliot, Holland entre eles, conheceram o Primeiro-ministro Gordon Brown, na sua residência oficial em 10 Downing Street. Tom foi escolhido para interpretar o papel principal do musical no espetáculo do quinto aniversário em 31 de março de 2010. Menos de dois meses depois, em 29 de maio de 2010, ele fez a sua última atuação.
Em 2012, Tom estreou no cinema com o filme O Impossível, dirigido por J. A. Bayona e estrelado também por Naomi Watts e Ewan McGregor. O filme, que conta a história baseada em fatos verídicos de uma família que foi separada pelo tsunami do Oceano Índico de 2004, mas que acabou por conseguir reunir-se, estreou no Festival Internacional de Cinema de Toronto e teve críticas positivas. Sua atuação na obra rendeu a Holland, entre várias indicações, os prêmios Empire Awards de Ator Revelação, Spotlight Award no Hollywood Film Festival, London Film Critics' Circle de Jovem Artista Britânico do Ano, National Board of Review de Ator Revelação, Phoenix Film Critics Society de Melhor Jovem Artista Masculino em Papel de Protagonista ou Coadjuvante.
No ano seguinte, Tom interpretou o papel de Isaac no filme How I Live Now, baseado no romance de ficção especulativa homônimo de Meg Rosoff sobre uma adolescente americana, interpretada por Saoirse Ronan que é enviada para o Reino Unido em consequência de uma Terceira Guerra Mundial.

### 2015—2017: Revelação como Homem-Aranha

Tom Holland como o Homem-Aranha.

Holland apareceu em quatro episódios da minissérie histórica da BBC, Wolf Hall (2015), como Gregory Cromwell, filho do protagonista Thomas Cromwell interpretado por Mark Rylance. Dirigiu Tweet (2015), um curta de 3 minutos sobre um jovem construindo uma casa de passarinho com seu avô; Holland mais tarde manifestou interesse em dirigir longas-metragens aos 40 anos. Também em 2015, Holland coestrelou como o marinheiro adolescente Thomas Nickerson no drama de aventura histórico de Ron Howard, No Coração do Mar. O filme é baseado emo livro de não ficção homônimo de 2000 sobre o naufrágio do navio baleeiro americano Essex em 1820. Em preparação, ele e seus colegas de elenco, incluindo Chris Hemsworth, perderam uma quantidade significativa de peso, consumindo de 500 a 1.000 calorias por dia. Holland realizou a maioria de suas acrobacias no filme. No Coração do Mar recebeu críticas mistas dos críticos e arrecadou US$ 93 milhões contra um orçamento de US$ 100 milhões. Brian Truitt do USA Today escreveu que a Holland deu um desempenho adequado.
Em junho de 2015, Holland assinou um contrato de seis filmes com a Marvel Studios para interpretar o adolescente Peter Parker/Homem-Aranha. Crescendo, Holland era fã do Homem-Aranha; ele possuía 30 fantasias e capas de lençol do personagem. Ele fez o teste contra 1.500 adolescentes em todo o mundo, incluindo os atores ingleses Charlie Rowe e Asa Butterfield. Enquanto os produtores Kevin Feige e Amy Pascal ficaram impressionados com suas performances em O Impossível, Wolf Hall e No Coração do Mar, os diretores, irmãos Russo, citaram a formação em dança e ginástica de Holland como as razões para escalá-lo. Stan Lee, o criador do Homem-Aranha, disse que Holland tinha a "idade e altura exatas" quando imaginou o personagem. Como parte do Universo Cinematográfico Marvel (MCU), ele apareceu pela primeira vez como Homem-Aranha em Capitão América: Guerra Civil (2016). O filme foi um sucesso de crítica e comercial, arrecadando mais de US$ 1,1 bilhão em todo o mundo contra um orçamento de US$ 250 milhões para se tornar o filme de maior bilheteria de 2016. Em uma crítica ao The Guardian, Peter Bradshaw elogiou Holland e a coestrela, Paul Rudd (que interpretou o Homem-Formiga) como "sedutoramente animado e hilário", e Richard Roeper do Chicago Sun-Times escreveu que ele causou "uma forte primeira impressão" como Homem-Aranha.
Em 2016, Holland coestrelou com Joel Kinnaman e Percy Hynes White o thriller psicológico Edge of Winter. Foi o primeiro filme que ele fez sem o conhecimento de seus pais. Frank Scheck, do The Hollywood Reporter achou Holland e White "excelentes", descrevendo sua reação aterrorizada como "mais emocionalmente dolorosa do que as convenções do gênero de suspense cansados às quais o filme finalmente sucumbe". No 70º British Academy Film Awards em 2017, Holland ganhou o Rising Star Award. O primeiro filme de Holland naquele ano foi ao lado de Charlie Hunnam em O drama de James Gray, The Lost City of Z, que foi lançado com críticas positivas. Em seu último dia de filmagem, ele quebrou o nariz após uma tentativa fracassada de cambalhota. No filme, Holland interpretou o filho de Percy Fawcett (Hunnam), um explorador que faz várias tentativas para encontrar uma suposta cidade antiga perdida na floresta amazônica. Neil Soans, do The Times of India, elogiou Holland por tornar o filme emocionante no final e Rex Reed, do The New York Observer, o considerou "notavelmente forte e autoconfiante". Mais tarde, em 2017, a Holland interpretou Samuel Insull em Alfonso Gomez-Rejon's The Current War, que recebeu críticas negativas e foi um fracasso de bilheteria.
O filme de maior sucesso de Holland em 2017 foi seu longa solo como o personagem-título em Spider-Man: Homecoming. Como resultado, Holland ganhou uma entrada no Guinness Book of World Records como o ator mais jovem a desempenhar um papel-título no MCU.[carece de fontes?] Embora Holland tenha se inspirado nos atores anteriores do Homem-Aranha, Tobey Maguire e Andrew Garfield, ele queria adicionar uma sensação de novidade em sua reinterpretação do personagem. Homecoming foca em Parker, enquanto ele tenta equilibrar ser um estudante do ensino médio e um super-herói. Para se preparar, Holland frequentou a Bronx High School of Science no Bronx por alguns dias, embora outros alunos não acreditassem que ele foi escalado como o Homem-Aranha. Holland sentiu que essa situação refletia a história do filme, na qual outros personagens não sabem que Parker é o Homem-Aranha. O desempenho de Homecoming e Holland recebeu críticas positivas. Peter Travers chamou de "uma performance de estrela dada por um ator nato". Feito com um orçamento de US$ 175 milhões, o filme arrecadou mais de US$ 800 milhões em todo o mundo. O último papel de Holland em 2017 foi no filme irlandês Pilgrimage, que estreou no Tribeca Film Festival. Fora do filme daquele ano, Holland apareceu com Zendaya no Lip Sync Battle da Paramount Network, durante o qual ele apresentou um número de dança para "Umbrella" de Rihanna. Seus pais fundaram a The Brothers Trust, uma organização de caridade, que visa usar sua popularidade para arrecadar fundos para causas humanitárias.
Em 2017, ele também foi contratado para interpretar o papel de Pino Lella em Beneath a Scarlet Sky, uma série de suspense de espionagem ambientada durante a Segunda Guerra Mundial, baseada no romance de 2017 com o mesmo nome de Mark Sullivan. Porém, em 2022 Michael Lella revelou que os direitos foram comprados por outra companhia e que não tinha maiores informações sobre quem estrelaria a série.[carece de fontes?]

### 2015—presente: filmes de grande sucesso e estrelato
Holland reprisou seu papel como Homem-Aranha em Avengers: Infinity War (2018) e em Avengers: Endgame (2019), que foram filmados consecutivamente. Cada filme rendeu mais de US$ 2 bilhões, com Ultimato tornando-se brevemente o filme de maior bilheteria de todos os tempos. Holland seguiu com a sequência Homem-Aranha: Longe de Casa (2019), que recebeu amplamente críticas positivas e se tornou o primeiro filme do Homem-Aranha a ganhar US $ 1 bilhão, terminando como o quarto maior bilheteria de 2019. Ben Travis, da revista Empire, achou Holland "um Homem-Aranha perfeito - ainda mais engraçado e mais crível na adolescência" do que Maguire e Garfield, que anteriormente interpretaram o personagem. Travis escreveu: "Holland nunca perde a faísca efervescente que o torna uma das figuras mais cativantes do MCU". Holland recebeu o terceiro Saturn Award consecutivo de Melhor Performance de um Ator Jovem por Longe de Casa, tendo vencido anteriormente por Guerra Civil e De Volta ao Lar. Ele dublou papéis na animação da Blue Sky Studios, Spies in Disguise (2019), no filme live-action Dolittle (2020) e a animação da Pixar, Onward (2020). Os dois últimos foram com seus colegas de elenco no MCU, Robert Downey Jr. e Chris Pratt, respectivamente. Feitos com orçamentos lucrativos, todos os três filmes tiveram um desempenho inferior nas bilheterias.
Ao lado de Sebastian Stan, coestrela de Vingadores, Holland estrelou The Devil All the Time (2020), de Antonio Campos, um thriller psicológico da Netflix ambientado após a Segunda Guerra Mundial. Holland disse que inicialmente se preocupou com a falta de profundidade para interpretar um jovem órfão que sai em uma matança, e estava assustado e nervoso em seu primeiro dia no set. Encorajado por Campos, ele acabou gostando de interpretar o papel, embora isso tenha afetado temporariamente sua saúde mental. Campos elogiou o esforço de Holland para aprender inglês sul-americano para o papel, descreveu seu processo de atuação como "metódico", "pensativo e sensível", e o chamou de pessoa gentil. Críticos do site IndieWire e Roger Ebert opinaram que, apesar do roteiro fracassado do filme, Holland teve uma performance convincente e mostrou seu alcance como ator. Em novembro de 2020, o filme foi o 22º título direto para streaming mais assistido do ano, de acordo com um relatório da Variety.

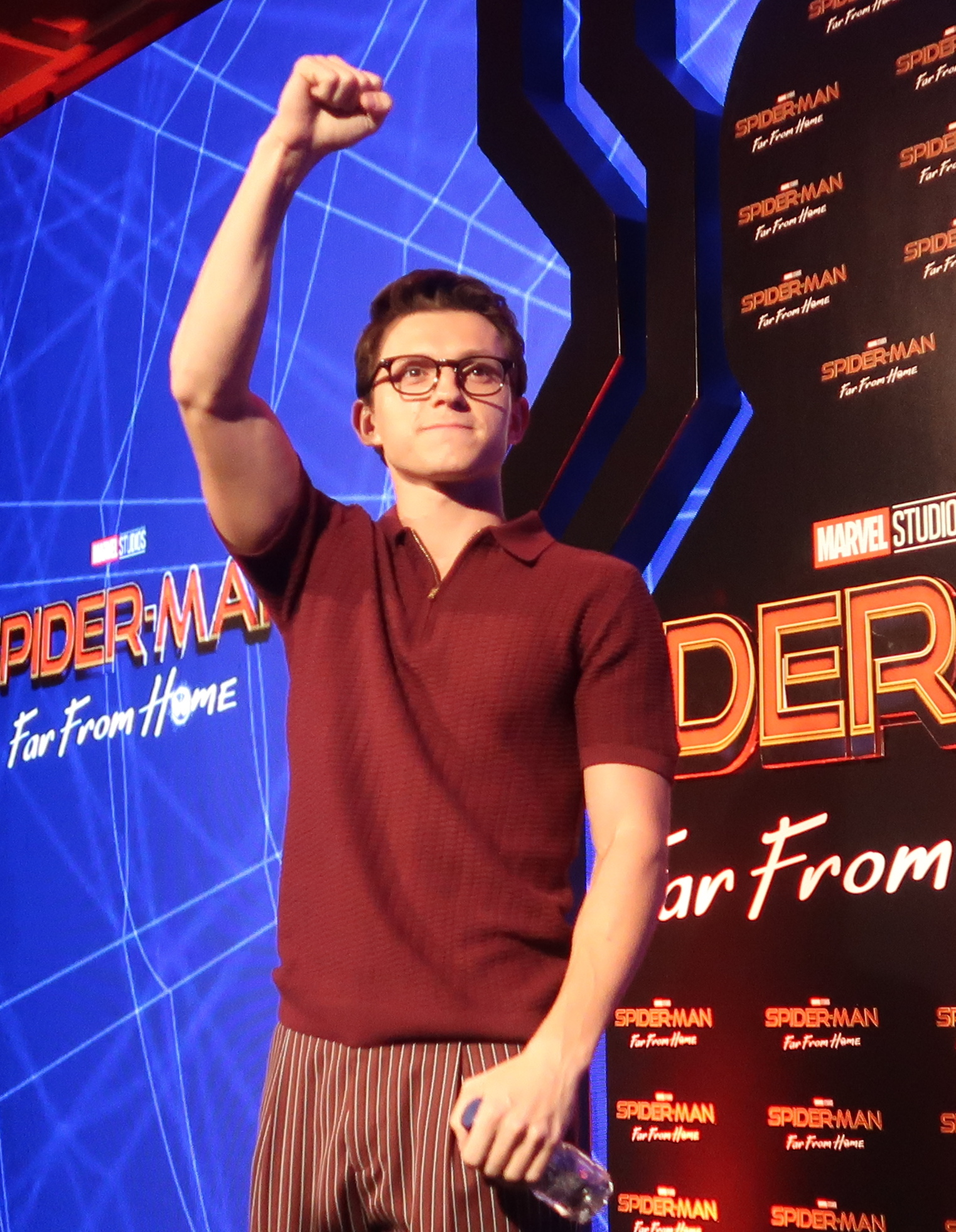
Holland em um evento de 2019 para Homem-Aranha: Longe de Casa em Bali, Indonésia.

Holland estrelou três filmes que foram lançados em 2021. Seu primeiro, o drama criminal Cherry, é baseado no romance homônimo do autor americano Nico Walker, e o reuniu com os diretores dos Vingadores, irmãos Russo. Ele interpretou um estudante universitário que sofre de transtorno de estresse pós-traumático (TEPT) depois de se alistar no exército e rouba bancos para financiar seu vício em drogas. Em preparação para o papel, Holland raspou a cabeça e entrevistou veteranos militares em tratamento para abuso de substâncias e PTSD. Ele também perdeu 30 libras (14 kg) de peso, então o recuperou após as filmagens. O filme foi lançado nos cinemas em fevereiro e digitalmente no Apple TV+ em março. O consenso entre os críticos foi que o filme permitiu a Holland ampliar seus horizontes como ator, mas tinha uma história formulada. Isso foi repetido por Owen Gleiberman, da Variety, que observou ainda que Holland provou suas habilidades como ator e demonstrou uma variedade de olhares e humores indulgentes. Holland jogou ao lado de Daisy Ridley como um jovem vivendo em um planeta chamado New World in Chaos Walking, uma adaptação da série de ficção científica de mesmo nome de Patrick Ness. O filme foi adiado devido a várias refilmagens no início de 2019, que adicionaram US$ 15 milhões ao seu orçamento, elevando seu custo para US$ 100 milhões. Chaos Walking não conseguiu recuperar seu orçamento e recebeu críticas ruins. David Rooney do The Hollywood Reporter achou a química entre Holland e Ridley sem brilho e Christian Holub da Entertainment Weekly notou sua tentativa fracassada de romper com papéis semelhantes ao Homem-Aranha.
Em novembro de 2021, Holland dublou Percy Pig em uma série de anúncios para os especiais de comida de Natal da Marks & Spencer. No mês seguinte, Holland reprisou seu papel como Peter Parker na sequência Spider-Man: No Way Home. Depois de assumir papéis maduros em filmes como Cherry, Holland observou que achou estranho voltar a interpretar Parker, principalmente devido ao aumento de seu tom de voz e ao retorno à mentalidade de um "adolescente ingênuo e encantador". Ele descreveu No Way Home como o "filme de super-herói autônomo mais ambicioso já feito". Apesar de seu lançamento durante a Pandemia de COVID-19, No Way Home rapidamente emergiu como o filme de maior bilheteria de 2021 e o sexto filme de maior bilheteria de todos os tempos. Também se tornou o primeiro filme desde Star Wars: The Rise of Skywalker de 2019 a ganhar mais de US$ 1 bilhão nas bilheterias. No Way Home se tornou o filme do Homem-Aranha mais bem avaliado no banco de dados online IMDb e no agregador de críticas Rotten Tomatoes. Wendy Ide, do The Guardian, escreveu que o filme "oferece uma abundância de guloseimas para os fãs do Aranha" e atribuiu o apelo contínuo de Parker ao "seu entusiasmo cativante e cachorrinho". The Times ' Kevin Maher opinou que Holland "possui cada centímetro do papel" e "lança sua teia e captura seu coração".
Em novembro de 2021, Holland disse à GQ que estava em dúvida sobre reprisar o papel do Homem-Aranha após No Way Home, especialmente depois de completar 30 anos em 2026. Ele expressou o desejo de ver um filme live-action do Homem-Aranha com Miles Morales como o protagonista, enquanto Amy Pascal falou em querer que Holland continuasse interpretando o papel. Holland começou no ano seguinte com um investimento em academias Dogpound, e um papel de protagonista como o jovem Nathan Drake, um carismático caçador de fortunas, na adaptação cinematográfica da série de videogames Uncharted da Naughty Dog. Em preparação para as cenas em que seu personagem é bartender, Holland trabalhou em turnos no Chiltern Firehouse, um pub em Londres. Embora as filmagens tenham sido adiadas devido à pandemia do COVID-19, Holland continuou comendo e treinando para o papel. Uncharted polarizou os críticos, mas Rebecca Rubin, da Variety, atribuiu seu sucesso de bilheteria ao poder de estrela de Holland. Em uma crítica mista para seu desempenho, Brian Tallerico do site de Roger Ebert o rotulou como um miscast, escrevendo que "Holland tem a agilidade, mas simplesmente não tem o peso e o cansaço do mundo necessários" para o papel.
Holland serviu de produtor executivo e estrelou a minissérie da Apple TV+ The Crowded Room (2023), inspirada pelo livro The Minds of Billy Milligan, de Daniel Keyes, na qual ele interpretou um personagem baseado em Billy Milligan. Apesar das muitas críticas negativas que a minissérie recebeu, a atuação de Holland foi muitas vezes elogiada pela crítica. Holland revelou que sua interpretação foi emocionalmente desgastante e difícil, o que ocasionou em um período sabático em sua carreira, que vinha de um ritmo frenético desde que foi revelado como o novo Homem-Aranha. Após 1 ano, seu retorno correu nos palcos do West End, o lugar onde sua carreira começou, no papel de Romeu em uma nova montagem de Romeu e Julieta feita por Jamie Lloyd, que estreou em maio de 2024 e durou por doze semanas. Novamente, as críticas foram mistas, sendo majoritariamente positivas quanto à sua atuação e mistas quanto à montagem.

### Projetos futuros
Em dezembro de 2021, Holland confirmou que iria interpretar o ator e dançarino Fred Astaire em um filme biográfico atualmente em desenvolvimento na Sony. Desde que foi confirmado que Paul King dirigirá o filme, não há maiores informações sobre o projeto.
Ele estrelará ao lado de Matt Damon o próximo filme do aclamado diretor Christopher Nolan, The Odyssey, uma adaptação do poema épico Odisseia, escrito por Homero. O filme marcará seu primeiro projeto com Zendaya fora da Marvel. Juntamente com a filmagem de The Odyssey, em 2025 ele filmará o quarto filme da franquia do Homem-Aranha e Avengers: Doomsday. Espera-se que ele também apareça em Avengers: Secret Wars.
Em 2024, Holland criou sua própria produtora, a Billy17, juntamente com Harry Holland e Will South, e assinou um contrato de produção com a Sony Pictures. Entre os filmes futuros estão um projeto original que vem sendo desenvolvido pelo trio, entitulado Burnt, com o vencedor do Oscar Rodney Rothman apontado como roteirista. O enredo não foi divulgado, mas a Sony indicou que Tom Holland será o protagonista. Os outros projetos são adaptações dos livros The Rosie Project, da obra best-seller e criticamente aclamada de Graeme Simsion, e The Winner, a obra recém-publicada de Teddy Wayne, que também será protagonizada por Holland. Holland também estrelará o filme The Partner, baseado no best-seller homônimo de John Grisham de 1997, publicado no Brasil sob o título O Sócio.

## Imagem pública e vida pessoal

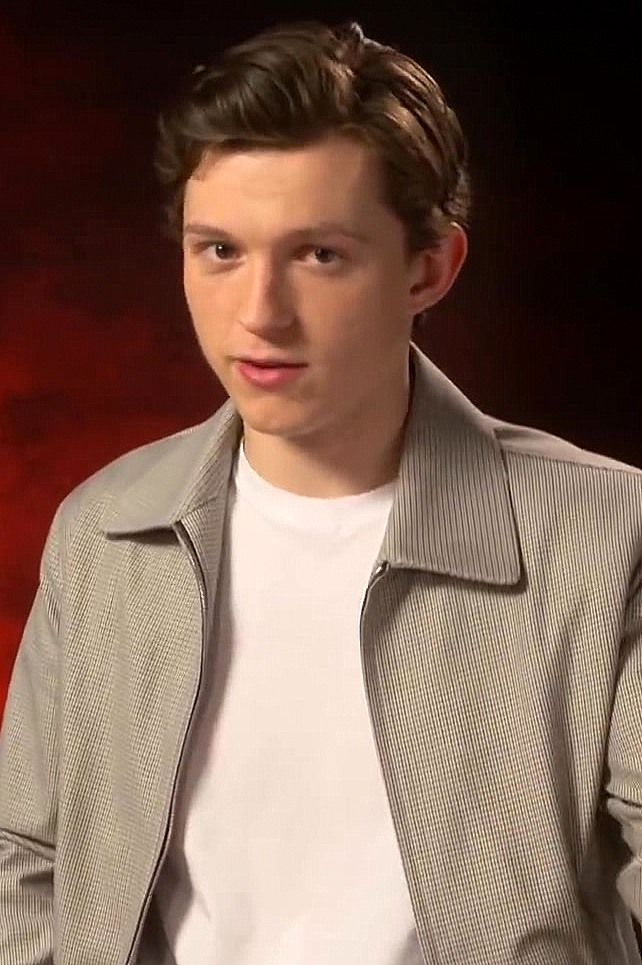
Holland em 2018.

Nadia Khomani, do The Guardian, disse que o "charme, vulnerabilidade e sagacidade britânicos atrevidos" de Holland o tornaram objeto de paixão na internet. Jonathan Dean, do The Sunday Times, considerou-o "equilibrado e profissional, mas também tão confiante e bem-apessoado" e notou sua maturidade "apesar da agilidade de menino". O ator alemão Sönke Möhring, seu colega de elenco de O Impossível, também comentou sobre seu profissionalismo, acrescentando: "ele é abençoado com uma alma profunda [...], muito educado e um garoto amigável". Kevin Macdonald, que dirigiu Holland em How I Live Now, elogiou-o como confiante, "articulado e entusiasmado", e atribuiu o sucesso de Holland à sua energia positiva. Quando perguntado sobre o segredo de seu sucesso, Holland disse que acredita em evitar problemas e trabalhar duro.
Holland apareceu no "UK Stars of Tomorrow - 2012" da Screen International no " Next Gen 2015" do The Hollywood Reporter, uma lista de promissores novatos no cinema. Em 2019, ele apareceu na Forbes " 30 Under 30 Europe ", uma lista de pessoas influentes com menos de 30 anos, e na Insider Inc. "45 jovens estrelas que um dia governarão Hollywood". Depois de aparecer em "Hot, Young & British Actors 2020" da Glamour, e Complex Networks em 2021. Na lista anterior, Ryan Mutuku o descreveu como "um queridinho da mídia inglesa" por causa de sua abertura e vontade de também dar entrevistas não relacionadas a promoções de filmes. Chamando- o de "Super-herói do Ano" da GQ em 2021, Oliver Franklin-Wallis escreveu: "Holland ascendeu a um nível de estrelato que poucos atores alcançam, e raramente tão jovem". Os editores da Variety Brent Lang e Rebecca Rubin relataram em dezembro de 2021 que após o sucesso dos filmes do Homem-Aranha, Holland poderia se tornar um ator bem pago no futuro. Eles notaram a falta de jovens protagonistas em Hollywood e viram o potencial de Holland para anunciar uma nova geração de atores de sucesso.
Holland se considera "um prazer impossível para as pessoas", que de acordo com Olivia Singh do Yahoo!, as notícias resultaram em seu esgotamento e um incidente em que ele vomitou após uma entrevista coletiva. Uma pessoa assumidamente indiscreta, Holland ganhou a reputação de estragar inadvertidamente elementos importantes da trama de seus filmes durante entrevistas e coletivas de imprensa. Seus colegas de elenco do MCU o rotularam como o membro do elenco "menos confiável". Para evitar um incidente, ele só leu partes do roteiro de Capitão América: Guerra Civil. Joe Russo também evitou revelar o roteiro de Avengers: Endgame, e Holland conhecia apenas suas falas.
Holland se descreveu como uma pessoa privada e reluta em discutir sua vida pessoal em público. Desde 2017, ele está em um relacionamento com sua coestrela de Homem-Aranha, Zendaya. Em uma entrevista à GQ, ele a creditou como sendo "instrumental" para sua sanidade. Holland disse que ela o ensinou a interagir adequadamente com seus fãs e ele achou que a atenção da mídia ao relacionamento deles violou sua privacidade. Os dois têm dois cachorros juntos. Em 2025, foi confirmado o noivado entre os dois, com fontes afirmando que o pedido teria ocorrido entre as celebrações de Natal e Ano Novo de 2024.
Holland discutiu ter pesadelos de paralisia do sono de paparazzi em seu quarto. Com o tempo, ele estabeleceu certa distância das redes sociais, onde já foi muito presente no passado. A decisão se deu devido ao fato de que ele prefere manter sua vida pessoal privada e considera muitas vezes que as redes sociais podem ser negativas à sua saúde mental. O ator ainda usa as redes sociais, mas de forma mais esporádica e, em sua maioria, para divulgar projetos.
Após um período em que Holland começou a suspeitar que estava desenvolvendo uma dependência de álcool durante situações sociais, ele se tornou abstêmio após participar do Janeiro Seco (ou Dry January) em 2022. Ele fala abertamente sobre os benefícios que a abstemia trouxe para sua vida: "Eu comecei a dormir melhor. Passei a lidar de forma melhor com situações estressantes. O meu relacionamento estava melhor. O meu relacionamento com a minha família estava melhor. O meu relacionamento com meu trabalho estava melhor.” Em 2024, com 2 anos de sobriedade, foi lançada sua marca de cerveja com baixo teor alcoólico, a BERO, após um período de muitos testes, nos quais Holland buscou criar o melhor produto possível para os consumidores. As críticas à cerveja são positivas e Holland foi diversas vezes elogiado por especialistas, jornalistas e pelo público tanto por sua iniciativa quanto por sempre falar abertamente sobre sobriedade.

## Filmografia

### Cinema
| Ano  | Título                      | Personagem                  | Notas                            |
| ---- | --------------------------- | --------------------------- | -------------------------------- |
| 2011 | Kari-gurashi no Arietti     | Shô                         | Voz (UK, AU, NZL)                |
| 2012 | Lo imposible                | Lucas Bennett               |                                  |
| 2013 | How I Live Now              | Isaac                       |                                  |
| 2013 | Moments                     | Boy                         | Curta-metragem                   |
| 2014 | Locke                       | Eddie                       | Voz                              |
| 2015 | In the Heart of the Sea     | Jovem Thomas Nickerson      |                                  |
| 2015 | Tweet                       | Ele mesmo                   | Curta-metragem; diretor          |
| 2016 | Captain America: Civil War  | Peter Parker / Homem-Aranha |                                  |
| 2016 | Edge of Winter              | Bradley Baker               |                                  |
| 2016 | A Monster Calls             | O Monstro                   | Dublê                            |
| 2016 | The Lost City of Z          | Jack Fawcett                |                                  |
| 2017 | Pilgrimage                  | Irmão Diarmuid              |                                  |
| 2017 | Spider-Man: Homecoming      | Peter Parker / Homem-Aranha |                                  |
| 2017 | The Current War             | Samuel Isnull               |                                  |
| 2018 | Avengers: Infinity War      | Peter Parker / Homem-Aranha |                                  |
| 2019 | Avengers: Endgame           | Peter Parker / Homem-Aranha |                                  |
| 2019 | Spider-Man: Far From Home   | Peter Parker / Homem-Aranha |                                  |
| 2019 | Spies in Disguise           | Walter Beckett              | Voz                              |
| 2020 | Dolittle                    | Jip                         | Voz                              |
| 2020 | Onward                      | Ian Lightfoot               | Voz                              |
| 2020 | The Devil All The Time      | Arvin Russell               |                                  |
| 2021 | Cherry                      | Nico Walker                 |                                  |
| 2021 | Chaos Walking               | Todd Hewitt                 |                                  |
| 2021 | Venom: Let There Be Carnage | Peter Parker / Homem-Aranha | Cena pós-créditos, não creditado |
| 2021 | Spider-Man: No Way Home     | Peter Parker / Homem-Aranha |                                  |
| 2022 | Uncharted                   | Nathan Drake                |                                  |
| 2023 | Last Call                   | Charlie                     | Curta-metragem                   |
| 2026 | The Odyssey                 | Telemachus                  | Personagem principal             |
| 2026 | Spider-Man: Brand New Day   | Peter Parker / Homem-Aranha |                                  |
| 2026 | Avengers: Doomsday          | Peter Parker / Homem-Aranha |                                  |
|      | Burnt                       |                             | Personagem principal / Produtor  |
|      | The Rosie Project           |                             | Produtor                         |
|      | The Winner                  |                             | Produtor                         |
|      | The Partner                 |                             | Personagem principal / Produtor  |

### Televisão
| Ano  | Título           | Papel            | Notas                                     |
| ---- | ---------------- | ---------------- | ----------------------------------------- |
| 2015 | Wolf Hall        | Gregory Cromwell | 4 episódios                               |
| 2017 | Lip Sync Battle  | Ele mesmo        | Episódio: "Tom Holland vs. Zendaya"       |
| 2023 | The Crowded Room | Billy Milligan   | Personagem principal / Produtor executivo |

## Teatro
| Ano  | Título                     | Papel         |
| ---- | -------------------------- | ------------- |
| 2008 | Billy Elliot - The Musical | Billy/Michael |
| 2024 | Romeu e Julieta            | Romeu         |

## Prêmios e indicações
| Ano  | Prêmio                                               | Categoria                                                                                             | Trabalho nomeado                            | Resultado |
| ---- | ---------------------------------------------------- | --- | ------------------------------------------- | --------- |
| 2012 | Hollywood Film Awards                                | Spotlight Award                                                                                       | O Impossível                                | Venceu    |
| 2012 | Washington D.C. Area Film Critics Association Awards | Melhor Performance de Revelação                                                                       | O Impossível                                | Indicado  |
| 2012 | St. Louis Film Critics Association                   | Mérito Especial (junto com Naomi Watts, Ewan McGregor, Samuel Joslin, Oaklee Pendergast)              | O Impossível                                | Venceu    |
| 2012 | Prêmios da Chicago Film Critics Association          | Artista Mais Promissor                                                                                | O Impossível                                | Indicado  |
| 2012 | Prêmios da Phoenix Film Critics Society              | Melhor Desempenho Juvenil - Masculino                                                                 | O Impossível                                | Venceu    |
| 2012 | Nevada Film Critics Society                          | Melhor Performance Juvenil                                                                            | O Impossível                                | Venceu    |
| 2013 | Central Ohio Film Critics Association                | Artista Revelação                                                                                     | O Impossível                                | Indicado  |
| 2013 | National Board of Review                             | Melhor Ator Revelação                                                                                 | O Impossível                                | Venceu    |
| 2013 | Prêmios Critics' Choice Movie                        | Melhor Jovem Ator ou Atriz                                                                            | O Impossível                                | Indicado  |
| 2013 | London Film Critics' Circle                          | Jovem Artista Britânico do Ano                                                                        | O Impossível                                | Venceu    |
| 2013 | Online Film & Television Association                 | Melhor Desempenho Juvenil                                                                             | O Impossível                                | Venceu    |
| 2013 | Online Film & Television Association                 | Melhor Performance de Revelação - Masculino                                                           | O Impossível                                | Indicado  |
| 2013 | Online Film & Television Association                 | Momento Mais Cinematográfico (junto com Naomi Watts, Ewan McGregor, Samuel Joslin, Oaklee Pendergast) | O Impossível                                | Indicado  |
| 2013 | Cinema Writers Circle Awards                         | Melhor Ator Revelação                                                                                 | O Impossível                                | Indicado  |
| 2013 | Prémios Goya                                         | Melhor Ator Revelação                                                                                 | O Impossível                                | Indicado  |
| 2013 | Gold Derby Awards                                    | Melhor Artista Revelação                                                                              | O Impossível                                | Indicado  |
| 2013 | Empire Awards                                        | Melhor Ator Revelação                                                                                 | O Impossível                                | Venceu    |
| 2013 | Young Artist Awards                                  | Melhor Ator Jovem em um Longa-Metragem                                                                | O Impossível                                | Venceu    |
| 2013 | Prêmio Saturno                                       | Melhor Desempenho de um Ator Juvenil                                                                  | O Impossível                                | Indicado  |
| 2014 | CinEuphoria Awards                                   | Melhor Ator - Competição Internacional                                                                | O Impossível                                | Indicado  |
| 2016 | Young Artist Awards                                  | Melhor Desempenho em um Longa-metragem - Jovem Ator Coadjuvante (14 - 21)                             | No Coração do Mar                           | Indicado  |
| 2016 | Golden Schmoes Awards                                | Performance Revelação do Ano                                                                          | Capitão América: Guerra Civil               | Venceu    |
| 2016 | Prémios Teen Choice                                  | Choice Movie: Roubou a Cena                                                                           | Capitão América: Guerra Civil               | Indicado  |
| 2017 | Empire Awards                                        | Melhor Ator Revelação                                                                                 | Capitão América: Guerra Civil               | Indicado  |
| 2017 | Saturn Awards                                        | Melhor Desempenho de um Ator Juvenil                                                                  | Capitão América: Guerra Civil               | Venceu    |
| 2017 | British Academy Film Awards                          | BAFTA de Melhor Ator/Atriz em Ascensão                                                                | Ele mesmo                                   | Venceu    |
| 2017 | London Film Critics' Circle                          | Jovem Artista Britânico/Irlandês do Ano                                                               | The Lost City of Z / Spider-Man: Homecoming | Indicado  |
| 2017 | Prémios Teen Choice                                  | Estrela de Cinema Revelação                                                                           | Spider-Man: Homecoming                      | Indicado  |
| 2017 | Prémios Teen Choice                                  | Choice Summer: Ator de Cinema                                                                         | Spider-Man: Homecoming                      | Venceu    |
| 2018 | Prêmio Saturno                                       | Melhor Desempenho de um Ator Jovem                                                                    | Spider-Man: Homecoming                      | Venceu    |
| 2018 | Prêmios Teen Choice                                  | Ator de Filme de Ação                                                                                 | Avengers: Infinity War                      | Indicado  |
| 2019 | Prêmios Teen Choice                                  | Ator de filme do Verão                                                                                | Homem-Aranha: Longe de Casa                 | Venceu    |
| 2019 | Prêmios Saturno                                      | Melhor Desempenho de um Ator Jovem                                                                    | Homem-Aranha: Longe de Casa                 | Venceu    |
| 2019 | People's Choice Awards                               | Melhor Ator de Cinema                                                                                 | Homem-Aranha: Longe de Casa                 | Indicado  |
| 2019 | People's Choice Awards                               | Melhor ator em Filme de Ação                                                                          | Homem-Aranha: Longe de Casa                 | Venceu    |
| 2020 | Kid's Choice Awards                                  | Ator de CInema Favorito                                                                               | Homem-Aranha: Longe de Casa                 | Indicado  |
| 2020 | Kid's Choice Awards                                  | Super-Herói Favorito                                                                                  | Homem-Aranha: Longe de Casa                 | Venceu    |
| 2020 | Jupiter Award                                        | Melhor Ator Internacional                                                                             | Homem-Aranha: Longe de Casa                 | Venceu    |
| 2021 | Annie Awards                                         | Prêmio Annie de Melhor Realização em Dublagem em Produção de Longa-Metragem                           | Dois Irmãos: Uma Jornada Fantástica         | Indicado  |
| 2021 | Washington D.C. Area Film Critics Association        | Melhor Dublagem                                                                                       | Dois Irmãos: Uma Jornada Fantástica         | Indicado  |
| 2021 | Critics Choice Super Awards                          | Melhor Dublagem                                                                                       | Dois Irmãos: Uma Jornada Fantástica         | Indicado  |
| 2022 | Critics Choice Super Awards                          | Melhor ator em filme de Super-Herói                                                                   | Homem-Aranha: Sem Volta Para Casa           | Indicado  |
| 2022 | MTV Movie & TV Awards                                | Melhor ator de Cinema                                                                                 | Homem-Aranha: Sem Volta Para Casa           | Venceu    |
| 2022 | MTV Movie & TV Awards                                | Melhor Super-Herói                                                                                    | Homem-Aranha: Sem Volta Para Casa           | Indicado  |
| 2022 | Kid's Choice Awards                                  | Ator de Cinema Favorito                                                                               | Homem-Aranha: Sem Volta Para Casa           | Venceu    |
| 2022 | Prêmios Saturno                                      | Melhor Ator                                                                                           | Homem-Aranha: Sem Volta Para Casa           | Indicado  |
| 2024 | Critics' Choice Television Awards                    | Melhor Ator em Série Limitada ou Filme Feito para a TV                                                | Entre Estranhos                             | Indicado  |
| 2025 | WhatsOnStage Awards                                  | Melhor ator em Peça                                                                                   | Romeo e Julieta                             | Pendente  |